# 胡榘
胡榘（1163年—1244年），字仲方，吉州庐陵县（今江西省吉安市）人，南宋官员，胡铨之孙，胡泳之子。
淳熙十四年（1187年）任象山县令，与史浩唱和作《红木犀花诗》。次年，李孟传就任象山令，胡榘去职。此后在荆南府兼荆湖北路安抚司的干办公事。胡榘担任右司，想要让以土豪罗世传统领诸峒为帅，来减少江西、湖南的戍兵，曹彦约反对，胡榘高兴，罗世传桀骜不肯出峒。曹彦约密派罗九迁为间谍，以重赏诱胡友睦杀死罗世传。
绍熙五年（1194年）担任监庆元府。庆元三年（1197年）监泉州市舶。开禧元年（1205年）知萍乡县。嘉定元年（1208年）知赣州。嘉定四年（1211年）入朝为枢密司编修官，兼检详诸房文字。嘉定六年（1213年）担任将作监，兼枢密院副都承旨。嘉定八年（1215年）转任太府卿、吏部侍郎、工部尚书。胡榘与薛极、聂子述、赵汝述、李知孝、梁成大、莫泽，都是史弥远的党羽，时人称之为“四木三凶”。薛拯、胡榘等人执政用事，贿赂成风，李道传上书批评，出知真州。胡榘为吏部侍郎，推荐李道传代替他。参知政事曾从龙弹劾胡榘，结果反而被胡榘唆使言官弹劾，嘉定十二年（1219年）四月，曾从龙被罢参政，提举洞霄宫，知建宁府。五月初五，太学生何处恬等伏阙上书，以工部尚书胡榘想要与金朝约和，请诛杀以谢天下，出知福州。宝庆元年（1225年）改任兵部尚书。宝庆二年（1226年）授焕章阁学士，通议大夫，知庆元府，兼沿海制置使。宝庆二年（1226年）二月二十二日，以焕章阁学士、通议大夫、知庆元府。宝庆三年（1227年）修纂《宝庆四明志》。绍定元年（1228年）转通奉大夫。绍定二年（1229年）正月授显谟阁学士，任沿海制置使知庆元府，七月，授龙图阁学士，正奉大夫致仕。之后起复召为尚书。